# Hovaeremolen
De Hovaeremolen is een windmolen in de Belgische gemeente Koekelare. De molen is een stenen bergmolen uit 1923.

## Geschiedenis
In 1711 werd op de plaats een staakmolen gebouwd, voor het malen van graan. In teksten uit 1711 vindt men terug "in den N-O houcke... den meulenwal en d'erve daer den Ovaremeulen staet... den wulfsfaertsdyck aen den noordsijde...". In de parochieregisters van Koekelare komt de naam Hovaere en aanverwante namen veel voor. Het is onduidelijk of de molen eigendom was van een Hovaere of de molen zijn naam kreeg omdat er het gehuchtje er veel Hovaeres woonden.
De molen ging veel van eigenaar en pachter over. In 1873 gaf de eigenaar de toenmalige pachter de toestemming de molen om te bouwen van graanmolen naar graan- en oliemolen. In 1875 werd daarvoor de teerlingen weggenomen, en in de plaats kwam een stenen gemetseld torenkot.
Bij het begin van de Eerste Wereldoorlog bleef de molen overeind, en werd ze een waarnemingspost voor de Duitse bezetter. Het geallieerde vuur beschadigde de toren in 1918. De toren werd als stenen windmolen hersteld in 1923. Het binnenwerk werd overgenomen van de molen van Victor Denijs uit Lichtervelde die in datzelfde jaar werd gesloopt. Molen Denys was de laatste Lichterveldse windmolen.
Het 1800 kg wegende wiekenkruis vloog in december 1936 al draaiende af. In 1939 stak men een nieuwe askop en kon de molen weer draaien. In 1949 verloor de molen een houten roede; maar doordat in 1932 al een motor was geplaatst, bleef de molen draaien. In 1958 stopte men met malen. In 1963 werd de laatste roede uitgehaald en de molen dreigde te vervallen. De gemeente kocht in 1968 de molen aan. De molen werd in 1973 beschermd als monument. In 1988 kocht uiteindelijk de vzw Hovaeremolen het gebouw, en liet het in 1996-1998 herstellen.
In 2015 werd de molen  gerenoveerd, zo kwamen er nieuwe planken, een afdak bij de ingang, de molenstaart kreeg balken en het luiwerk met zijn katrolsysteem werd aangepakt.
- Inventaris van het Bouwkundig Erfgoed (Vlaanderen): 208808